# علت مرگ: نامعلوم
علت مرگ: نامعلوم فیلمی به کارگردانی و نویسندگی علی زرنگار و تهیه‌کنندگی مجید برزگر به همراه یاور همیشه مؤمن خود دکتر وزیری است. این فیلم در جشنواره بین‌المللی فیلم شانگهای در چهار رشته بهترین فیلم، بهترین کارگردانی، بهترین فیلمبرداری و بهترین بازیگر نقش مرد کاندیدا شد و موفق شد جایزه بهترین فیلمبرداری را از آن خود کند.

## خلاصه داستان
هفت مسافر، در جاده‌ای فرعی، پیش از طلوع آفتاب، شهداد را به مقصد کرمان ترک می‌کنند. در اوایلِ راه متوجه می‌شوند یکی از مسافران مرده است. اورژانس از فرستادن آمبولانس به خاطر عدمِ تأیید پزشک سر باز می‌زند. هنوز آفتاب طلوع نکرده است و طبیعتاً یافتنِ پزشک کاری ناشدنی است. به پیشنهادِ یکی از مسافران تصمیم می‌گیرند که او را به پلیس راه برسانند و آنجا آنچه اتفاق افتاده است را تعریف کنند. اما پیش از آنکه به آنجا برسند یک ترمز زدن خودرو اتفاقات و تعارضاتی را بین شخصیت‌های فیلم پیش می‌کشد که تصمیم آنها را تغییر می‌دهد.

## حواشی
این فیلم از سوی هیئت انتخاب چهلمین دوره جشنواره فیلم فجر با اخذ شش رای از هفت رای جزء سه فیلم برتر برای حضور در این دوره از جشنواره فیلم فجر انتخاب شده بود که با دخالت وزارت فرهنگ و ارشاد اسلامی و عدم صدور پروانه نمایش از جشنواره کنار گذاشته شد. که با واکنش تند علی زرنگار، کارگردان این فیلم روبرو شد. او در این باره نوشت سینما تاریخ‌نگاریِ اجتماعی‌ست. فیلمِ اجتماعی، روایتگرِ روزگاری‌ست که بر مردمان می‌رود. و «علت مرگ: نامعلوم» یک فیلمِ اجتماعی‌ست که وفادارانه به واقعیت می‌پردازد. آنچه شما را وادار کرده است که علی‌رغمِ رایِ شش به یکِ هیئت انتخاب، آن را کنار بگذارید، همین واقعیتِ فاش و آشکاری‌ست که هر روزه مردمان با آن دست به گریبانند… روی سخنم با شماست که به خودتان حق می‌دهید رویِ رای هیئت انتخاب خط بکشید و با نگاه واپس‌گرای کژ و ناموزونتان آن را به هیچ بیانگارید. روی سخنم با شماست، «شما» یعنی کسانی که همیشه سویِ دیگر ما ایستاده‌اید و در زمینِ دیگری به جز فرهنگ، به بازی حذف و جرح و ابطالتان پرداختید. روی سخنم با شماست؛ شمایی که سینما را مِلکِ شخصیِ خود می‌دانید و اختیارِ دست بردن در لیستِ نهایی هیئت انتخاب را دارید، تا هروقت که لازم باشد بیایید و دلواپسانه فیلمی را از لیستِ نهایی خارج کنید.
پس از این واکنش، بهروز افخمی کارگردان سینما و عضو هیئت انتخاب چهلمین دوره جشنواره فیلم فجر در برنامه شهر فرنگ دربارهٔ علت حذف این فیلم گفت: برای انتخاب فیلم‌ها، امتیاز می‌دادیم اما در نهایت دربارهٔ ۲–۳ فیلم خوب بحث‌های جدی درگرفت و «عروسک» و «علت مرگ: نامعلوم» حذف شدند زیرا برای جشنواره نمی‌توانستتد پروانه نمایش بگیرند. فیلم «علت مرگ نامعلوم» به دلیل اینکه کمیسیون پروانه نمایش صلاح نمی‌دیدند این فیلم برای جشنواره نمایش داده شود، حذف شد اما در نهایت در میان خود افراد کمیسیون هم کسانی طرفدار این فیلم بودند و می‌خواستند به آن پروانه نمایش بدهند.

## اکران
«علت مرگ: نامعلوم» اولین نمایش جهانی خود را در جشنواره بین‌المللی فیلم شانگهای در ۱۳ ژوئن ۲۰۲۳ پشت سر گذاشت.
این فیلم در تاریخ ۵ دی‌ماه ۱۴۰۳ در سینماهای تهران و برخی از شهرستان‌ها در شرایطی ناعادلانه اکران شد. با وجوداینکه علت مرگ: نامعلوم در تعداد اندکی از سینماها و سانس‌های محدودی به نمایش درآمد، توانست نظر مثبت منتقدین و هنرمندان از جمله رخشان بنی‌اعتماد، شهرام مکری، عباس امینی، مصطفی مهرآیین
، موسی غنی‌نژاد و… را به خود جلب کند.
متن رخشان بنی‌اعتماد دربارهٔ این فیلم بدین شرح است: «خبر کوتاه است: علت مرگ: نامعلوم، پس از سه سال توقف اکران می‌شود.
خبر در حد یک روزنهٔ کوچک در وانفسای این دوران پرآشوب و خبرهای هولناک دلگرمت می‌کند. اما وقتی به تماشای فیلم می‌نشینی حکایت دیگری‌ست.
بعد از سال‌ها به انزوا رفتن سینمای اجتماعی، ناظر بر اثری پرقدرت و شریف می‌شوی که امید به زنده ماندن جوهر اندیشه در سینمای مستقل را پیش چشم‌ات می‌آورد. فیلمی با تمام مشخصه‌های واقعی سینما از فیلمنامه و کارگردانی به‌غایت هوشمندانه تا فیلمبرداری و تدوین هم‌سو با موضوع و بازی‌های درخشان مجموعه بازیگران و دل به دریا زدن تهیه‌کننده‌ای که در رقابت با سرمایه‌های بادآوردهٔ میلیاردی با دست خالی شرایط ساخت اثری این‌چنین را فراهم آورده؛ همه و همه در کنار هم، لذت دیدن یک فیلم به‌تمام معنا حرفه‌ای را در جان‌ات جاری می‌کند.
به پاس حمایت از این اثر با ارزش، به‌جاست در نبود امکان تبلیغ فراگیر، هر کدام از ما تماشاگران، یک رسانه باشیم.
رخشان بنی‌اعتماد دی ماه ۱۴۰۳»

## بازیگران
- بانیپال شومون
- علیرضا ثانی‌فر
- ندا جبرائیلی
- علی‌محمد رادمنش
- زکیه بهبهانی
- رضا عموزاد
- سهیل باوی
- سعید رضایی‌کیا
- میلاد مرادی
- احمد دهقان رحیمی
- منصر غنی‌جاهد
- محمدرضا حسینیان
- سحر بابایی
- مجتبی میرحسینی
- اشکان آشوری

## جوایز
- راهیابی و رقابت فیلم علت مرگ: نامعلوم در دهمین دوره جشنواره فیلمهای ایرانی جشنواره فیلم زوریخ و کسب جایزه بهترین فیلم در سال 2024.[۱۱][۱۲]
- راهیابی و رقابت فیلم علت مرگ: نامعلوم در بخش اصلی پنجاه و هفتمین دوره جشنواره بین‌المللی فیلم هوف در آلمان.[۱۳]
- نامزد بهترین فیلم در بخش استعدادهای جدید آسیا در بیست و پنجمین جشنواره فیلم شانگهای برای علی زرنگار.
- نامزده بهترین کارگردان در بخش استعدادهای جدید آسیا در بیست و پنجمین جشنواره فیلم شانگهای برای علی زرنگار.
- برنده جایزه بهترین فیلمبردار در بخش استعدادهای جدید آسیا برای داود ملک حسینی.
- نامزد جایزه بهترین بازیگر مرد در بخش استعدادهای جدید آسیا در بیست و پنجمین جشنواره فیلم شانگهای برای علی محمد رادمنش.